# Night of Champions 2013
Night of Champions 2013 was een pay-per-viewevenement in het professioneel worstelen dat georganiseerd werd door de WWE. Dit evenement was de 7e editie van Night of Champions en vond plaats in het Joe Louis Arena in Detroit (Michigan) op 15 september 2013.

## Wedstrijden
| Nr.                                                                          | Match | Winnaar(s)                                       |
| ---------------------------------------------------------------------------- | --- | ------------------------------------------------ |
| PS                                                                           | Prime Time Players vs. The Usos vs. Tons of Funk vs. The Real Americans (Jack Swagger & Antonio Cessaro) vs. 3MB in een "tag team turmoil no. 1 contender’s" match | The Prime Time Players                           |
| 1                                                                            | Curtis Axel (c) (met Paul Heyman) vs. Kofi Kingston in een een-op-een match voor het WWE Intercontinental Championship                                             | Curtis Axel (c)                                  |
| 2                                                                            | AJ Lee (c) vs. Natalya vs. Brie Bella vs. Naomi in een Fatal Four-Way match voor het WWE Divas Championship                                                        | AJ Lee (c)                                       |
| 3                                                                            | Alberto Del Rio (c) vs. Rob Van Dam (met Ricardo Rodríguez) in een een-op-een match voor het World Heavyweight Championship                                        | Rob Van Dam; diskwalificatie Alberto Del Rio (c) |
| 4                                                                            | The Miz vs. Fandango (met Summer Rae) in een een-op-eenmatch | The Miz                                          |
| 5                                                                            | Curtis Axel & Paul Heyman vs. CM Punk in een No Disqualification Elimination Handicap match                                                                        | Curtis Axel & Paul Heyman                        |
| 6                                                                            | Dean Ambrose (c) vs. Dolph Ziggler in een een-op-een match voor het WWE United States Championship                                                                 | Dean Ambrose (c)                                 |
| 7                                                                            | The Shield (c) vs. The Prime Time Players in een tag team match voor het WWE Tag Team Championship                                                                 | The Shield (c)                                   |
| 8                                                                            | Randy Orton (c) vs. Daniel Bryan in een een-op-een match voor het WWE Championship                                                                                 | Daniel Bryan (nc)                                |
| (c) huidige kampioen voor en na de match \| (nc) nieuwe kampioen na de match | |                                                  |

Royal Rumble · 
Elimination Chamber · 
WrestleMania 29 · 
Extreme Rules ·  
Payback · 
Money in the Bank · 
SummerSlam · 
Night of Champions · 
Battleground · 
Hell in a Cell · 
Survivor Series · 
TLC: Tables, Ladders & Chairs